# Agnolo Monosini
Agnolo Monosini (Pratovecchio, 29 ottobre 1568 – Firenze, 5 luglio 1626) è stato un linguista e presbitero italiano. 
Fu attivo nel XVI e XVII secolo e sostenne un ruolo nello sviluppo della lingua italiana due secoli prima del risorgimento.

## Biografia
Nato a Pratovecchio, studiò presso la diocesi di Fiesole dove fu ordinato presbitero nel dicembre del 1592 dal vescovo di Fiesole. 
Studiò a Pisa, dove si laureò nel 1609 in utroque iure.
Partecipò ai lavori dell'Accademia della Crusca a Firenze dove contribuì alla stesura del primo Vocabolario degli Accademici della Crusca, pubblicato nel 1612, in particolare compilando un indice delle parole greche.

### Una passione per le parole
Monosini ha avuto una mania che ha consumato tutte le sue energie intellettuali: dimostrare l'origine greca dell'idioma fiorentino, che è stato la base della moderna lingua italiana.
Era una forma di reazione agli scrittori francesi dell'epoca che cercavano di collegare la loro lingua direttamente al greco antico, bypassando l'eredità del latino e dell'umanesimo italiano e alpino. Le relazioni che Monosini sviluppa tra il greco e il suo vernacolo contemporaneo soffrono piuttosto del suo entusiasmo incondizionato, con il risultato che le associazioni proposte sono spesso macchinose e talvolta piuttosto bizzarre.

### Floris Italicae
Nella sua opera più rilevante, Floris Italicae linguae libri novem (Il fiore della lingua italiana in nove libri) pubblicato nel 1604, ha raccolto molti proverbi ed espressioni vernacolari italiani e li ha confrontati e contrapposti a quelli greci e latini.
Floris Italicae si concentra in particolare sui proverbi e sul linguaggio della Toscana a dell'alta Maremma, e di conseguenza include molti aspetti della volgar lingua, che è diventata una compoonente fondamentale dell'italiano in seguito.
Floris Italicae è stata ripubblicata nel 2011, assieme a un volume di etimologia e di proverbi del periodo. La pubblicazione è stata presentata da Claudio Marazzini.

## Opere
- (LA) Agnolo Monosini, Angeli Monosinii Floris Italicae linguae libri novem, Venetiis, apud Jo. Guerilium, 1604. URL consultato il 5 marzo 2019.